# V446 Herculis
V446 Herculis eller Nova Herculis 1960 var en snabb nova i stjärnbilden  Herkules. Novan upptäcktes den 7 mars 1960 av den norske amatörastronomen Olaf Hassel. Den nådde magnitud +2,8 i maximum och bleknade sedan snabbt i ljusstyrka. Stjärnan är nu av 19:e magnituden.